# オジロニジキジ
オジロニジキジ（尾白虹雉、Lophophorus sclateri）は、キジ目キジ科ニジキジ属に分類される鳥類。

## 分布
インド北東部、中華人民共和国（雲南省南部、チベット自治区南東部）、ミャンマー北東部

## 形態
全長オス68cm、メス63cm。翼長オス29.8c-30.3m、メス28.5-28.7cm。体重オス2.3-2.9kg、メス2.1-2.3kg。腰は白い羽毛で被われる。
虹彩は褐色。嘴の色彩は黄褐色。後肢の色彩は灰緑色。卵は長径6.3cm、短径4.5cm。
オスは頭頂の羽毛が縮れたように逆立つ（冠羽）。顔から胸部は黒い羽毛で被われる。冠羽は濃緑色。後頸は赤褐色、肩は紫の羽毛で被われ、背から腰、尾羽基部の上面（上尾筒）は羽軸に沿って黒い斑紋（軸斑）が入る白い羽毛で被われる。尾羽の色彩は赤褐色で先端は白い。翼の色彩は緑や紫、黒。さらに肉垂れ状の皮膚がより大型で、鼻孔に達する。嘴の色彩は灰色。後肢の色彩は暗灰色。メスは全身が褐色の羽毛で被われ、淡褐色の斑紋が入る。喉は白い羽毛で被われる。冠羽がない。また肉垂が小型。

## 生態
標高3,000-4,000mにあるシャクナゲからなる森林などに生息する。冬季になると標高2,000m周辺まで移動する。
食性は雑食で、植物の根、果実、種子、昆虫を食べる。
繁殖形態は卵生。5月に1回に5回の卵を産むと考えられている。

## 人間との関係
羽毛が装飾品として利用される事もある。
羽毛目的や食用の乱獲などにより生息数は減少している。